# Bom Jesus do Tocantins
Bom Jesus do Tocantins este un oraș în Pará (PA), Brazilia.